# 바르부카속
바르부카속(Barbucca)은 잉어목에 속하는 물고기 속의 하나이다. 바르부카과(Barbuccidae)의 유일속이다. 동남아시아에서 발견된다.

## 하위 종
현재, 2종이 알려져 있다.
- Barbucca diabolica T. R. Roberts, 1989
- Barbucca elongata Vasil'eva & Vasil'ev, 2013[4]